# Три Ключа
Три Ключа (баш. Три Ключа) — деревня в Шаранском районе Республики Башкортостан Российской Федерации. Входит в состав Мичуринского сельсовета. После основания (в 1920-х годах) обозначалась как артель, затем деревня, в 1950-х годах — село.

## География

### Географическое положение
Расстояние до:
- районного центра (Шаран): 31 км,
- центра сельсовета (Мичуринск): 13 км,
- ближайшей ж/д станции (Туймазы): 73 км.

### Климат
Деревня, как и весь район, относится к лесостепной зоне, климат характеризуется как умеренно континентальный. Среднегодовая температура воздуха — от 1,5 до 2,0 °С. Средняя температура воздуха самого тёплого месяца (июля) — 19 °C (абсолютный максимум — 40 °C); самого холодного (января) — −15 °C (абсолютный минимум — −49 °C). Среднегодовое количество атмосферных осадков составляет 429 мм с колебаниями от 415 до 580 мм, наибольшее количество выпадает летом и осенью. Распределение их по годам и по периодам года крайне неравномерное. Продолжительность снежного покрова в среднем 180 дней.
| Показатель                                                | Янв. | Фев. | Март | Апр. | Май | Июнь | Июль | Авг. | Сен. | Окт. | Нояб. | Дек. |
| --------------------------------------------------------- | ---- | ---- | ---- | ---- | --- | ---- | ---- | ---- | ---- | ---- | ----- | ---- |
| Средний суточный максимум, °C                             | −7   | −6   | −2   | 9    | 18  | 23   | 24   | 22   | 17   | 8    | −1    | −6   |
| Средний суточный минимум, °C                              | −16  | −15  | −9   | 0    | 6   | 11   | 13   | 11   | 7    | 1    | −6    | −13  |
| Норма осадков, мм                                         | 26   | 23   | 25   | 33   | 49  | 63   | 56   | 53   | 47   | 48   | 34    | 32   |
| Источник: Климат Юность. Дата обращения: 26 октября 2022. |      |      |      |      |     |      |      |      |      |      |       |      |

## История
Нынешняя деревня была основана на земле, приобретённой перед революцией у крестьян деревни Старо-Юмашево купцом из деревни Дюртюли Александром Павловичем Полковниковым. Размер надела составлял 110 десятин, и в 1917 году на этой земле была организована артель «Три ключа». Первые переселенцы-чуваши (из деревень Старо-Юмашево и Новосеменкино, а также из Кемеровской области) появились здесь в 1915–16 годах. Деревня окружена лесами, вокруг много прудов. Она названа в честь трёх ключей с целебной прозрачной водой.
В 1925 году — артель Три Ключа Шаранской волости Белебеевского кантона Башкирской АССР. В 1929 году посёлок артели «Три Ключа» был перечислен в состав Резяповской волости.
В 1930 году в республике было упразднено кантонное деление, образованы районы. Артель «Три Ключа» вошла в состав Бакалинского района, затем перешла в состав Чекмагушевского района.
В 1930 году деревня вошла в состав колхоза «Юность», в 1934 году появилась начальная школа, позже — медпункт и магазин.
В 1935 году населённый пункт передан в состав вновь созданного Шаранского района, 9 мая 1937 года он стал центром нового Триключинского сельсовета.
По переписи 1939 года — деревня Три Ключа (Три-Ключа), центр Триключинского сельсовета Шаранского района.
К началу войны деревня насчитывала 30 дворов. На фронт ушли 45 жителей деревни, вернулось только 25 из них.
В 1952 и 1959 годах зафиксирована как село Три Ключа, центр того же сельсовета. К 1961 году Три Ключа вновь стали деревней, вошедшей в состав совхоза «Мичуринский».
В 1960-х годах Триключинский сельсовет после изменения границ был переименован в Юношеский, центр перенесён в деревню Юность. В начале 1963 года в результате реформы административно-территориального деления деревня была включена в состав Туймазинского сельского района, с марта 1964 года — в составе Бакалинского, с 30 декабря 1966 года — вновь в Шаранском районе.
В мае 1992 года Юношеский сельсовет вместе с деревней Три Ключа вошёл в состав Мичуринского.
В 1999 году деревня по-прежнему входила в состав совхоза «Мичуринский».

## Население
По данным текущего учёта на 2012 год насчитывалось 120 постоянных жителей в 47 семьях.
| Год  | Число жителей | Мужчин | Женщин | Дворов | Преобл. нац.  |
| ---- | ------------- | ------ | ------ | ------ | ------------- |
| 1925 | ?             | ?      | ?      | 16     | чуваши        |
| 1939 | 144           | 64     | 80     | ?      | ?             |
| 1959 | 163           | 63     | 100    | ?      | чуваши        |
| 1970 | 149           | 58     | 91     | ?      | чуваши        |
| 1979 | 132           | 58     | 74     | ?      | чуваши        |
| 1989 | 88            | 41     | 47     | ?      | чуваши        |
| 2002 | 101           | 42     | 59     | ?      | чуваши (85 %) |
| 2010 | 107           | 50     | 57     | ?      | ?             |

## Инфраструктура
Деревня по состоянию на 2009 год входила в состав КФХ «Шаран-Агро», до недавнего времени действовали магазин и сельский клуб с библиотекой (ныне закрыты). Деревня электрифицирована (с 1967 года) и газифицирована (с 2000 года), есть водопровод (протяжённость сетей — 0,80 км) и кладбище (площадью 0,38 га). Источником водоснабжения является скважина, построенная в 1987 году. В деревне две улицы (Возрождения и Молодёжная) и один переулок (Садовый), протяжённость улично-дорожной сети составляет 1,24 км. Ближайшая автобусная остановка находится у деревни Юность, на ней останавливается автобус «Шаран — Уфа». Деревню обслуживает Шаранская центральная районная больница; фельдшерско-акушерский пункт и средняя школа находятся в самой деревне, а почтовое отделение — в деревне Юность.